# ディディエ・ロックウッド
ディディエ・ロックウッド（Didier Lockwood、1956年2月11日 - 2018年2月18日）は、フランスのジャズ・ヴァイオリニストである。1970年代にプログレッシブ・ロックとフュージョンのバンドであるマグマで演奏し、電気増幅してさまざまな音を実験的に使用したエレクトリック・ヴァイオリンで知られていた。

## 略歴
1979年、ロックウッドは、リーダーとして最初のアルバム『ニュー・ワールド』をリリースし、その後、20枚以上のアルバムをレコーディングした。1994年からは、2年間にわたってニューヨークへと拠点を移した。その間に、『New York Rendez-Vous』『ストーリーボード』という2枚のアルバムを録音した。
ロックウッドに影響を与えた人物には、フュージョン・ヴァイオリニストのジャン＝リュック・ポンティがいる。彼はアルバム『キング・コング』（フランク・ザッパの音楽を演奏している）でのポンティの演奏を聞いた後、エレクトリック・ヴァイオリンを手に取った。もう1人の重要な影響を与えた人物は、同郷のフランス人、ステファン・グラッペリである。2000年、ロックウッドはグラッペリのトリビュート・アルバムを録音している。
2018年2月18日、パリにて心臓発作で急死。62歳没。

## ギャラリー

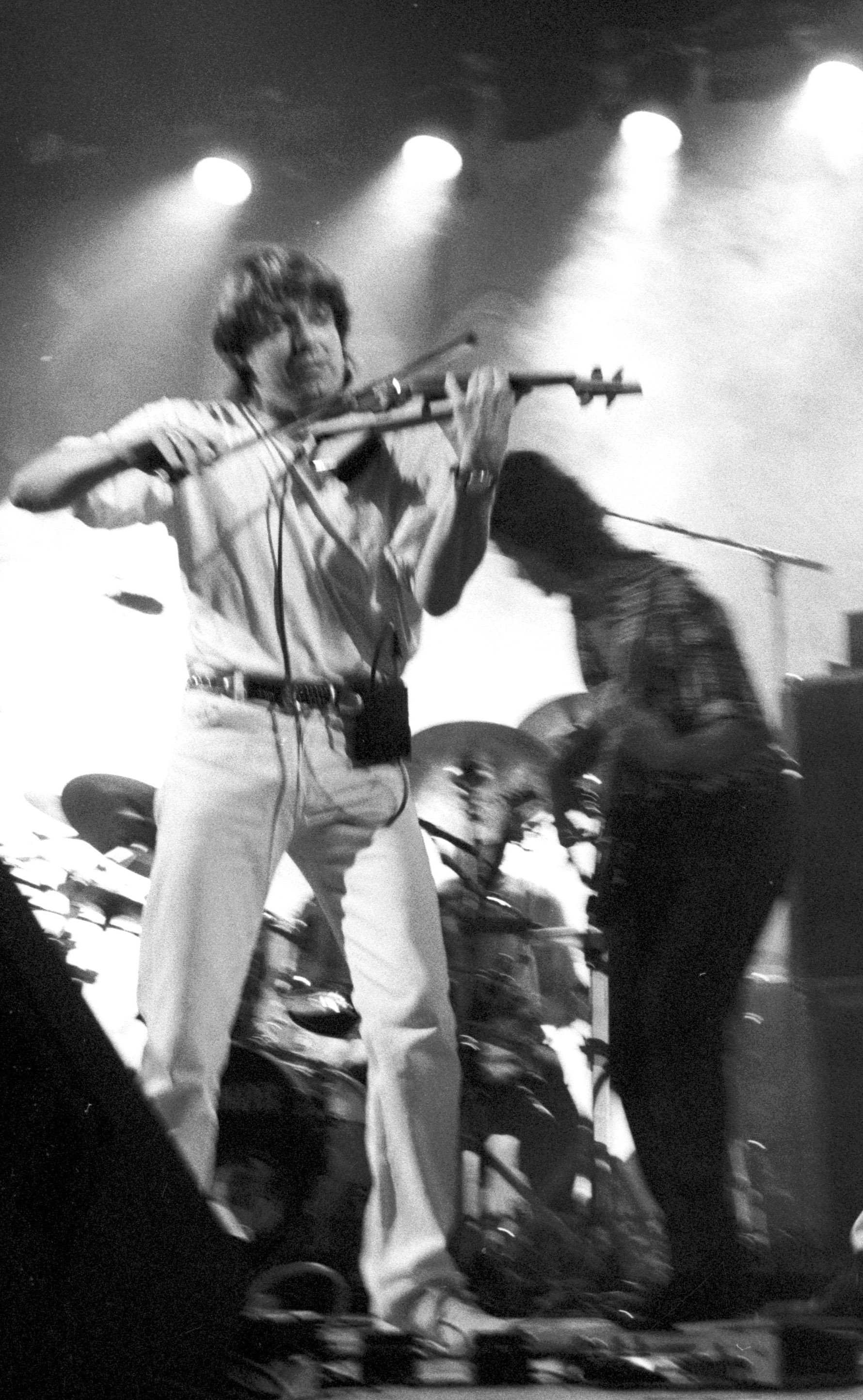
コンサートでのディディエ・ロックウッド（1992年）
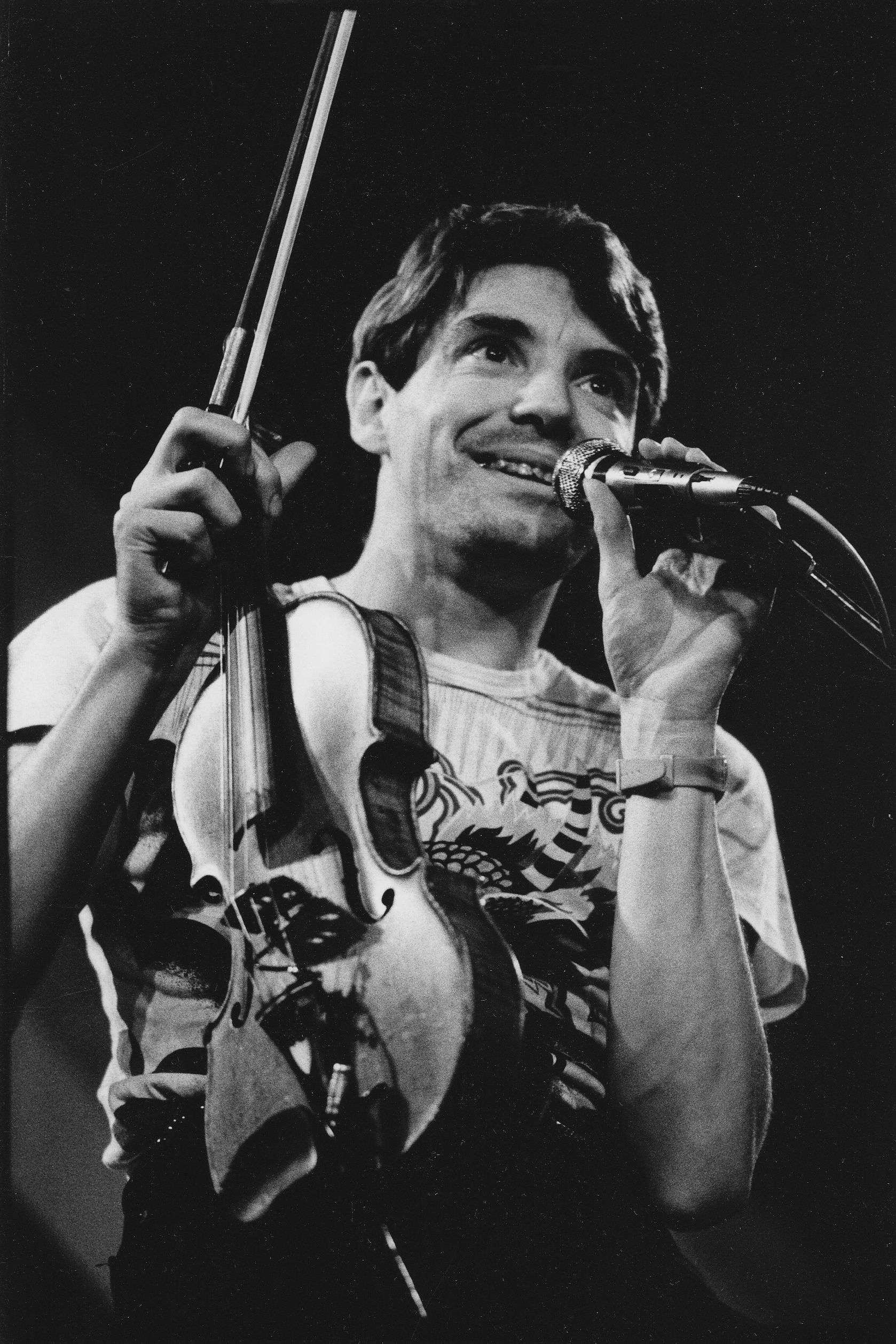
ディディエ・ロックウッド（プラハ・国際ジャズ・フェスティバル、1984年）

## ディスコグラフィ

### リーダー・アルバム
- Thank you friends (1978年) ※フランソワ・カーンと連名[9]
- Surya (1978年)
- 『ニュー・ワールド』 - New World (1979年) ※with ゴードン・ベック、ニールス＝ヘニング・エルステッド・ペデルセン、トニー・ウィリアムス
- You Better Fly Away (1979年)
- Swing strings system (1979年)
- Live in Montreux (1980年)
- Fusion (1981年) ※クリスチャン・ヴァンデ、ヤニック・トップ、ブノワ・ヴィドゥマン連名
- One World In Eight (1981年) ※The String Summit名義
- Fasten Seat Belts (1982年)
- The Kid (1983年)
- Trio (1983年) ※フィリップ・カテリーン、クリスチャン・エスクーデ連名
- Didier Lockwood Group (1984年) ※Didier Lockwood Group名義
- Out Of The Blue (1985年)
- 『ヴァイオリン・サミット』 - Rhythm & BLU (1985年) ※ジョン・ブレイク、マイケル・ウルバニアク連名
- Absolutely Live (1986年、Paroles & Musique) ※UZEB / Didier Lockwood名義
- 『1.2.3.4』 - 1.2.3.4 (1987年)
- Phoenix 90 (1990年) ※Didier Lockwood Group名義
- Lune froide (1991年) ※映画『Lune froide』サウンドトラック
- Caron - Écay - Lockwood (1992年) ※Alain Caron、Jean-Marie Ecay連名
- DLG (1993年) ※Didier Lockwood Group名義
- Solal - Lockwood (1994年) ※マーシャル・ソラール連名
- Le onztet de violon jazz (1994年)
- New York Rendez-Vous (1995年)
- Chansons pour les enfants (1995年)
- 『ストーリーボード』 - Storyboard (1996年)
- 『ラウンド・アバウト・サイレンス』 - Round About Silence (1998年)
- Best of Didier Lockwood (1999年) ※コンピレーション
- 『トリビュート・トゥ・ステファン・グラッペリ』 - Tribute to Stéphane Grappelli (2000年)
- Omkara (2001年) ※ラグナート・マネ連名
- Les Enfants de la pluie (2003年) ※映画『Les Enfants de la pluie』サウンドトラック
- Globe-Trotter (2003年)
- Hypnoses (2004年) ※コンピレーション
- Concerto pour violon et piano (2005年)
- Concerto pour violon, Les Mouettes (2005年)
- Concerto pour piano (2005年)
- For Stéphane (2008年)
- À la récré (2009年)
- Lockwood Brothers (2009年) ※フランシス・ロックウッドとのデュオ
- L'Orchestre des aveugles (2015年)
- Apesantar (2016年)
- Open Doors (2017年)

### 参加アルバム
マグマ
- 『ライヴ!』 - Live / Hhaï (1975年)
- 『幻の音像』 - Inédits (1977年)
- 『レトロスペクティヴI & II』 - Retrospektïẁ I-II (1981年)
- 『レトロスペクティヴIII』 - Retrospektïẁ III (1981年)
- 『トゥールーズ1975』 - Theatre Du Taur Toulouse 1975 (1994年、AKT4)
- 『コンサート1976 - オペラ・ド・ランス』 - Reims 1976 (1996年、AKT9)[10]

ピエール・ムーランズ・ゴング
- 『ダウンウインド』- Downwind (1979年)

ザオ
- 『カワナ』 - Kawana (1976年)[11]
- 『ライヴ 1976』 - Live! (1976年)[12]

ヤレク・スメタナ (Jarek Śmietana)
- A Tribute To Zbigniew Seifert - Jarek Śmietana Band (2009年)

ビリー・ハート
- 『オシュマレ』 - Oshumare (1985年、Gramavision)

アラン・サイモン
- Excalibur (Le Concert Mythique) (1999年)

ロジャー・ホジソン
- Open the Door (2000年)

Nougarologie
- Et me voici (2012年)